# Jean-Jacques Flatters

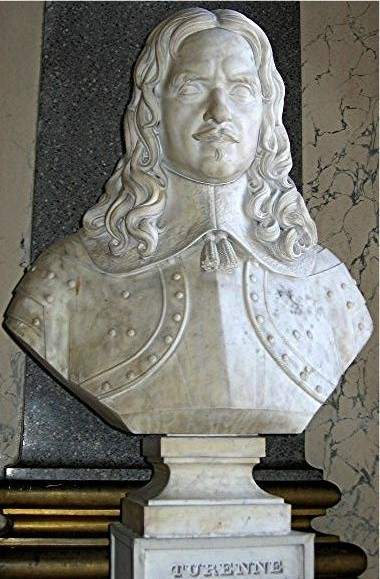
Busto de Turenne por Jean-Jacques Flatters c. 1834

Jean-Jacques Flatters (6 de novembro de 1786 – 19 de agosto de 1845) foi um escultor neoclássico francês. Foi o pai do tenente-coronel Paul Flatters, que liderou uma trágica missão ao Saara em 1881.
Jean-Jacques Flatters nasceu em em Krefeld, Vestfália. Veio da Vestfália para Paris para estudar escultura e pintura. Foi aluno de Jean-Antoine Houdon (1741-1828) e Jacques-Louis David (1748-1825). Flatters começou a expor no Salon em 1810. Em 25 de setembro de 1813, ganhou o segundo prémio de escultura no Prix de Rome. Jean-Jacques Flatters serviu no exército francês de fevereiro a julho de 1814, no encerramento do Primeiro Império Francês.